# Nick Christensen
Nick Christensen (født 28. august 1985) er en dansk fodboldspiller.
Den 30. januar 2014 blev Nick og AB enige om at stoppe samarbejdet. Han skiftede i februar 2014 til Hellerup IK, Han forlod i 2016 ved kontraktudløb.

## Eksterne Henvisninger
- Nick Christensens spillerprofil på Transfermarkt (engelsk)
- Nick Christensens profil hos FootballDatabase.eu (engelsk)